# 雷波杜鹃
雷波杜鹃（学名：Rhododendron leiboense）为杜鹃花科杜鹃花属下的一个种。

## 扩展阅读
- 維基物種上的相關：雷波杜鹃